# Lista över rymdfartskatastrofer

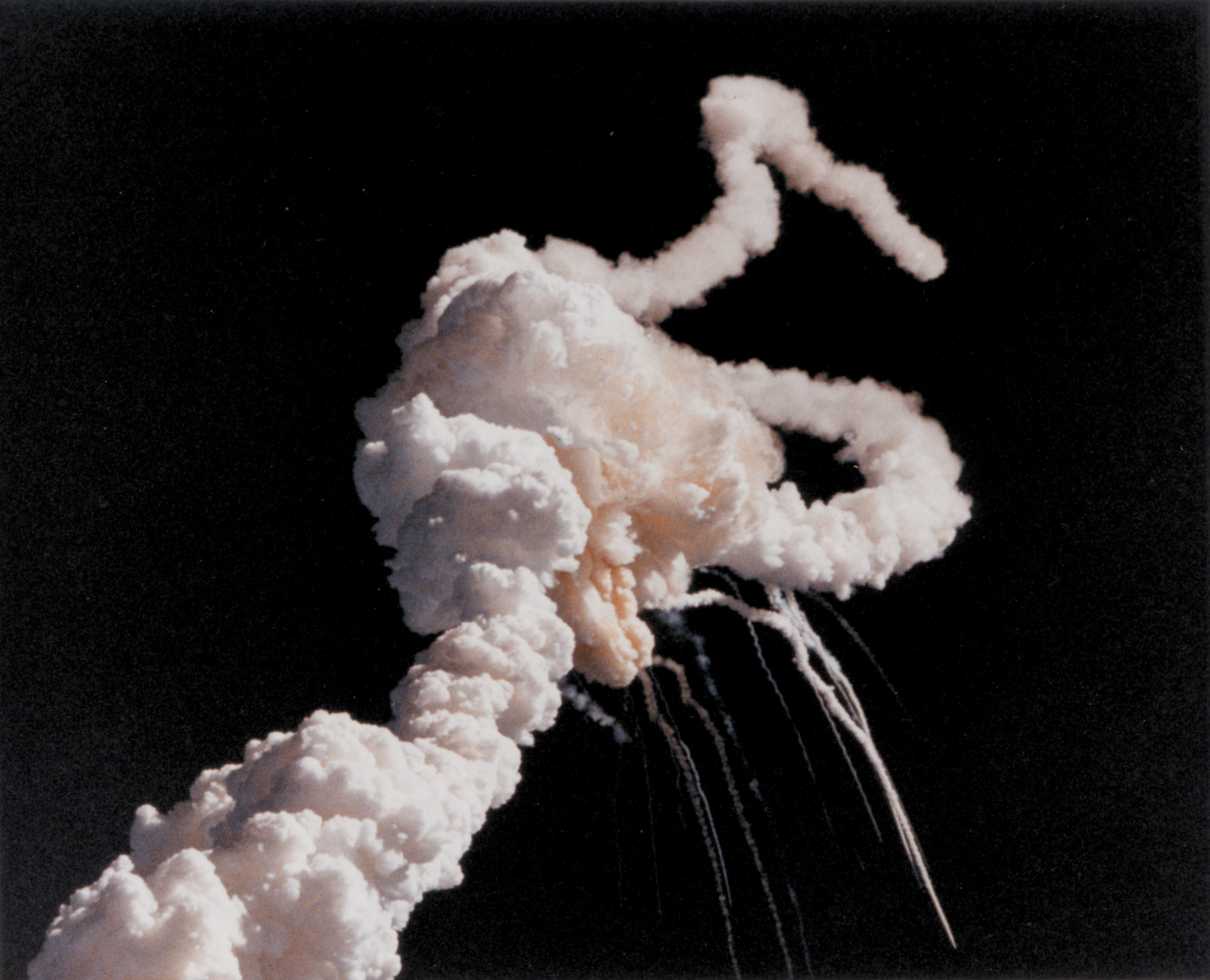
Kennedy Space Center, den 28 januari 1986

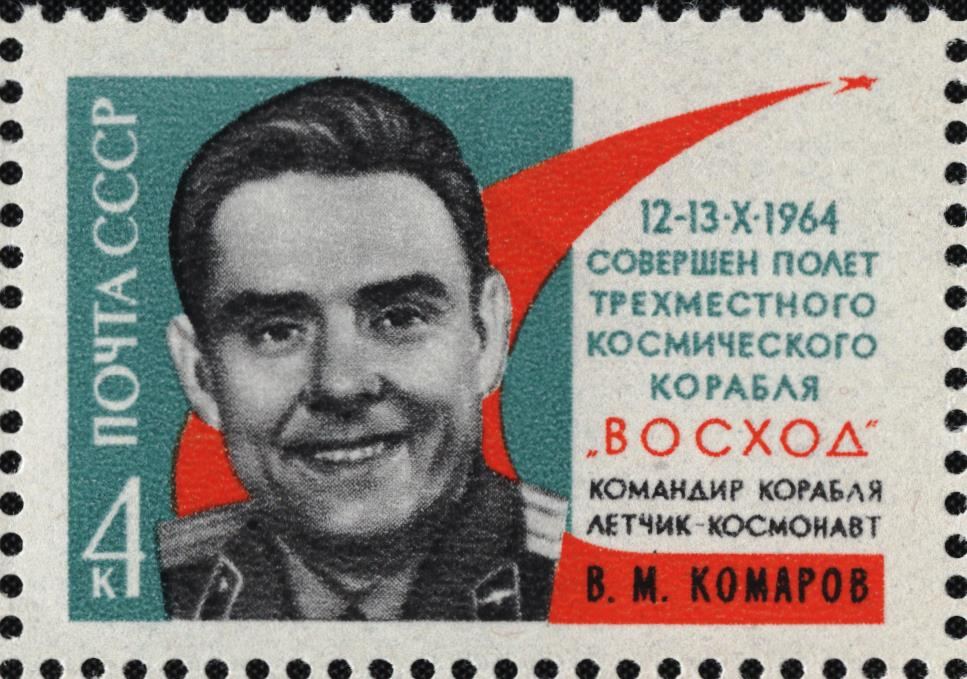
Vladimir Komarov

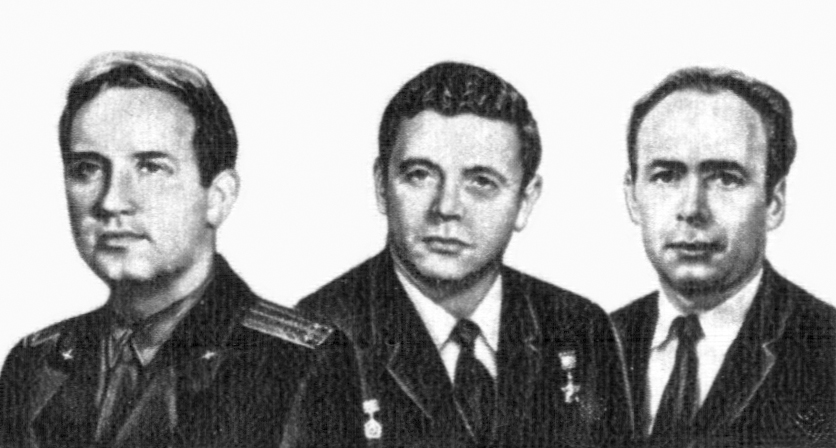
Dobrovolski, Volkov och Patsayev

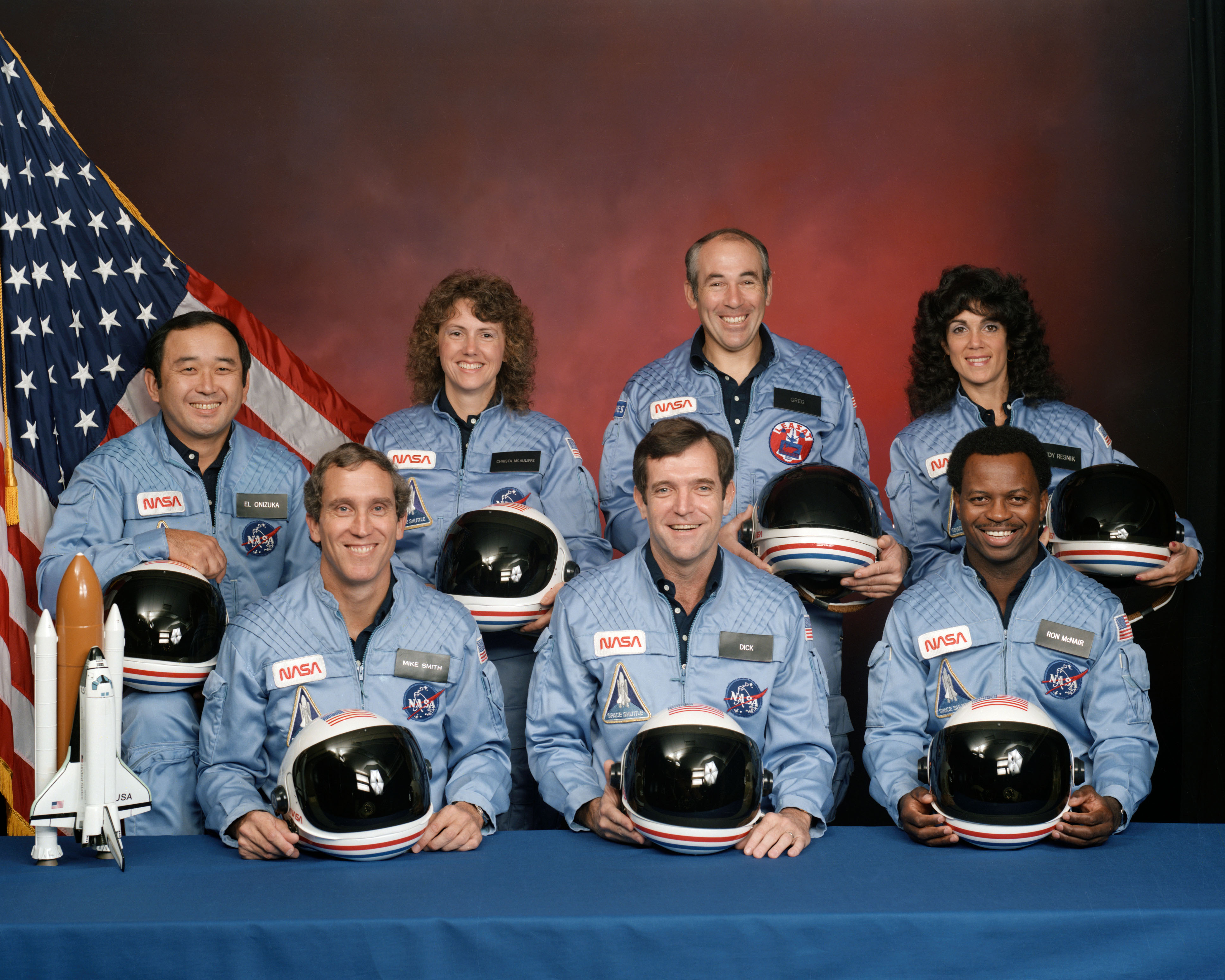
Bak: Onizuka, McAuliffe, Jarvis, och Resnik.
Fram: Smith, Scobee, och McNair

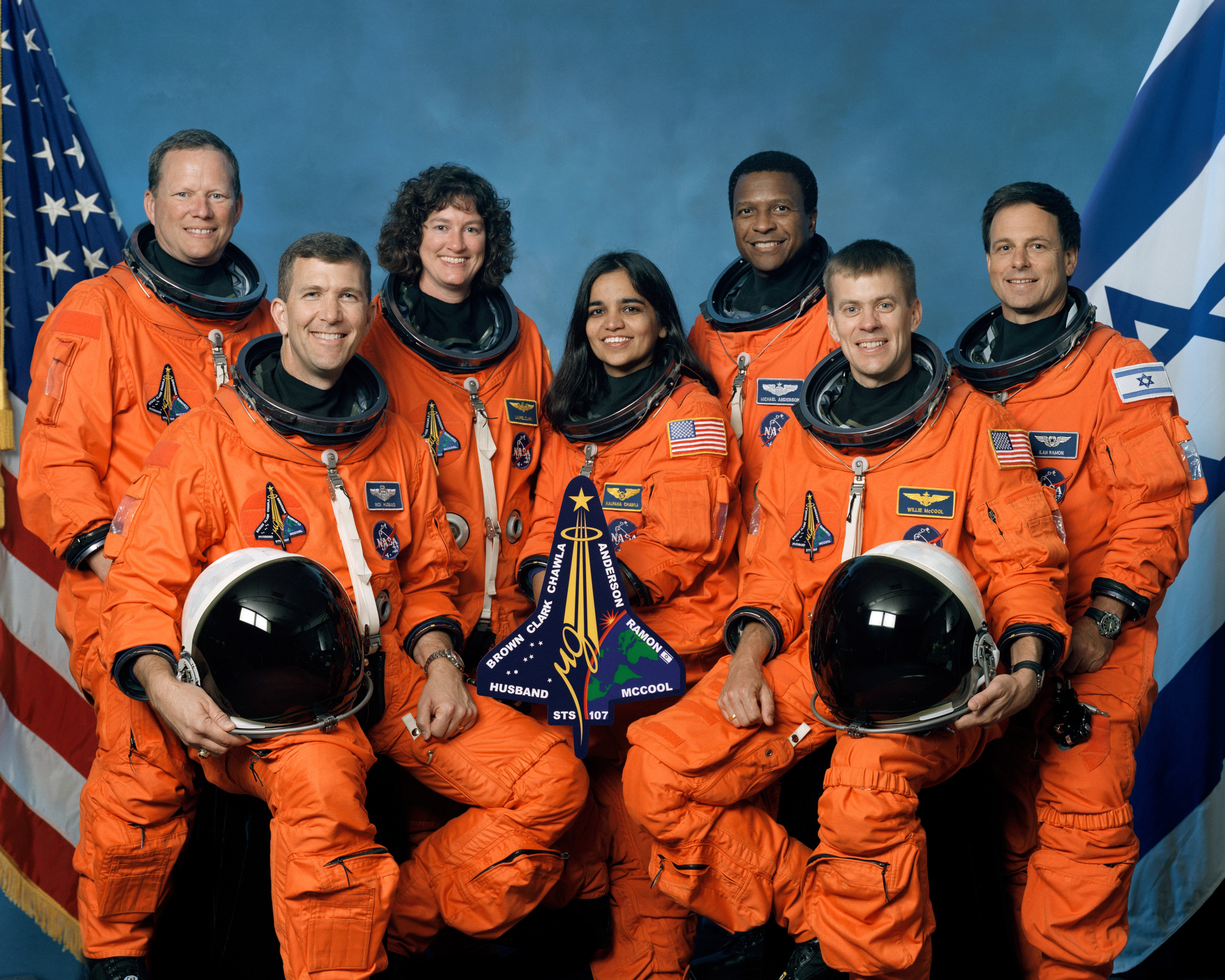
Brown, Husband, Clark, Chawla, Anderson, McCool, och Ramon

Det har varit 4 kända rymdkatastrofer relaterade till rymdfärder där start har genomförts.

## Sojuz 1
Sojuz 1 med Vladimir Komarov ombord förolyckades 24 april 1967 efter återinträdet i jordatmosfären när kapselns fallskärmar tvinnade ihop sig. Med en fart av 600 km i timmen slog kapseln ned i marken och Komarov krossades till döds i kapseln.
Flygningen var den första bemannade med den sovjetiska farkosten Sojuz. Hela flygningen hade varit fylld av tekniska problem.

## Sojuz 11
Sojuz 11 med Vladislav Volkov, Georgi Dobrovolski och Viktor Patsayev ombord förolyckades under återinträdet 30 juni 1971 när luften i deras kapsel försvann genom en öppen ventil och kosmonauterna dog av syrebrist. Färden var den första rymdfärd som gjordes till en rymdstation i omloppsbana runt jorden. Rymdstationen hette Saljut 1. Färden startade 6 juni 1971.
Efter olyckan återinfördes den tidigare obligatoriska tryckdräkten vid uppskjutning och landning.

## Challenger
STS-51-L/Challenger med de 5 astronauterna Dick Scobee (befälhavare), Michael J. Smith (Pilot), Judith A. Resnik (uppdragsspecialist), Ellison S. Onizuka (uppdragsspecialist) och Ronald E. McNair (uppdragsspecialist) samt de båda civilisterna Gregory Jarvis (nyttolastspecialist) och lärarinnan Christa McAuliffe (nyttolastspecialist) ombord 28 januari 1986. Alla förolyckades strax efter uppskjutningen när rymdfärjans yttre tank exploderade och slet sönder rymdfärjan. Det råder delade meningar om de ombordvarande dog vid explosionen eller när kapseln de färdades i slog ner i vattenytan och de krossades till döds i en fart av 550 km i timmen. Enligt NASA omkom alla direkt vid explosionen. Explosionen skedde 73 sekunder efter rymdfärjan hade lämnat startplattan, sedan en riktad eldslåga slagit ut på sidan av en av fastbränsleraketerna och in mot den yttre tanken och antänt bränslet av flytande syre.
Efter olyckan återinfördes den tidigare obligatoriska tryckdräkten vid uppskjutning och landning.

## Columbia
STS-107/Columbia med de sju astronauterna Rick Husband (befälhavare), William McCool (pilot), David Brown (uppdragsspecialist 1), Kalpana Chawla (uppdragsspecialist 2), Michael P. Anderson (nyttolastbefälhavare) och Laurel Clark (uppdragsspecialist 3) samt Ilan Ramon (Israelisk nyttolastspecialist) ombord 1 februari 2003. Alla förolyckades under återinträdet när Columbias vänstra vinge knäcktes och rymdfärjan brändes sönder. Olyckan orsakades av att en bit skumplast slog hål på vänstra vingen under start 16 januari 2003.